# Verbascum petrae
Verbascum petrae är en flenörtsväxtart som beskrevs av Peter Hadland Davis och Hub.-mor.. Verbascum petrae ingår i släktet kungsljus, och familjen flenörtsväxter. Inga underarter finns listade i Catalogue of Life.